# Lista nera (economia)
In economia la lista nera (in inglese blacklist) è una lista stilata nazionalmente da vari paesi, e internazionalmente dall'OCSE, contenente paesi con particolari regimi fiscali, detti anche paradisi fiscali. La lista nera è stata pubblicata dal GAFI dal 2000 ed elenca i paesi che il GAFI ritiene non cooperativi nella lotta globale contro il riciclaggio di denaro e il finanziamento del terrorismo, chiamandoli "Paesi o territori non cooperativi" (NCCT).
Sebbene la mancata apparizione nella lista nera fosse percepita come un segno di approvazione per i centri finanziari offshore (o "paradisi fiscali") che sono sufficientemente ben regolamentati per soddisfare tutti i criteri del GAFI, in pratica l'elenco includeva paesi che non operavano come centri finanziari offshore. Il GAFI aggiorna regolarmente la lista nera, aggiungendo od eliminando voci.
Il GAFI descrive le "giurisdizioni ad alto rischio soggette a un invito all'azione" come dotate di "deficit strategiche significative nei loro regimi per contrastare il riciclaggio di denaro, il finanziamento del terrorismo e il finanziamento della proliferazione. Per tutti i paesi identificati come ad alto rischio, il GAFI invita tutti i membri ed esorta tutte le giurisdizioni ad applicare una due diligence rafforzata e, nei casi più gravi, i paesi sono chiamati ad applicare contromisure per proteggere il sistema finanziario internazionale dai rischi in corso di riciclaggio di denaro, finanziamento del terrorismo e finanziamento della proliferazione derivanti dal paese". Al 21 febbraio 2020, solo due paesi erano nella lista nera del GAFI: Corea del Nord ed Iran.
Il GAFI è stato caratterizzato come efficace nello spostamento di leggi e regolamenti per combattere i flussi finanziari illeciti. Il GAFI incentiva normative più severe attraverso la sua lista pubblica di non conformità, che porta le istituzioni finanziarie a spostare risorse e servizi lontano dai paesi nella lista nera. Questo a sua volta motiva gli attori economici e politici nazionali nei paesi elencati a fare pressione sui loro governi affinché introducano regolamenti conformi al GAFI.

## Storia
Il GAFI è stato istituito dal vertice del G7 che si è tenuto a Parigi nel 1988. Gli stakeholder fondatori includono i capi di Stato o di governo del G-7, il presidente della Commissione europea e altri otto paesi.
Il termine "non cooperativo" è stato criticato da alcuni analisti come fuorviante, poiché un certo numero di paesi nell'elenco semplicemente mancava delle infrastrutture o delle risorse per far fronte a criminali finanziari relativamente sofisticati che cercavano di operare lì. Dal 2008 il GAFI, per volere dei leader del G20, ha avviato un processo più analitico per identificare le giurisdizioni carenti nei loro regimi di lotta al riciclaggio di denaro e al finanziamento del terrorismo.

## Obiettivi
Uno degli obiettivi principali del GAFI è stabilire norme e standard di "misure legali, regolamentari e operative" per combattere il riciclaggio di denaro, il finanziamento del terrorismo e altre minacce correlate alla sicurezza e all'integrità del sistema finanziario internazionale. Tuttavia, il GAFI "non ha autorità investigativa". Il GAFI collabora con gli stati-nazione per apportare modifiche legislative e riforme normative nei settori summenzionati. Inoltre, il GAFI fornisce anche raccomandazioni politiche che soddisfano gli standard internazionali ai paesi per la lotta al riciclaggio di denaro, al finanziamento del terrorismo e alla proliferazione delle armi di distruzione di massa. Il GAFI fornisce raccomandazioni politiche dal 1990 e da allora le loro raccomandazioni sono state riviste quattro volte. Il GAFI monitora inoltre la situazione dei suoi membri nell'istituzione di misure e istituzioni adeguate per combattere il riciclaggio di denaro e il finanziamento del terrorismo. Il GAFI si assicura inoltre di essere a conoscenza delle vulnerabilità a livello nazionale dei suoi Stati membri "con l'obiettivo di proteggere il sistema finanziario internazionale da abusi".

## Stati membri
Secondo il suo sito web ufficiale, ci sono 38 membri del GAFI, che rappresentano la maggior parte dei centri finanziari di tutto il mondo.
| Membri    | Membri         | Membri                              | Membri        | Membri            | Membri         | Membri      |
| --------- | -------------- | ----------------------------------- | ------------- | ----------------- | -------------- | ----------- |
| Argentina | Cina           | Grecia                              | Israele       | Messico           | Arabia Saudita | Regno Unito |
| Australia | Danimarca      | Consiglio di cooperazione del Golfo | Italia        | Paesi Bassi       | Singapore      | Stati Uniti |
| Austria   | Unione Europea | Hong Kong                           | Giappone      | Nuova Zelanda     | Sudafrica      |             |
| Brasile   | Finlandia      | Islanda                             | Corea del sud | Norvegia          | Spagna         |             |
| Belgio    | Francia        | India                               | Lussemburgo   | Portogallo        | Svezia         |             |
| Canada    | Germania       | Irlanda                             | Malesia       | Federazione Russa | Svizzera       |             |

Stati osservatori:
1. Indonesia [7]

## Elenco dei paradisi fiscali nel 2009

### Lista nera
Sono gli stati o territori che non si sono impegnati a rispettare gli standard internazionali:
- Costa Rica
- Malaysia
- Filippine
- Uruguay

### Lista grigia
Sono 31 stati o territori che si sono impegnati a rispettare gli standard internazionali ma che hanno siglato meno di dodici accordi conformi a questi standard:
- Andorra
- Anguilla
- Antigua e Barbuda
- Aruba
- Bahamas
- Bahrein
- Belize
- Bermuda
- Isole Vergini Britanniche
- Isole Cayman
- Isole Cook
- Dominica
- Gibilterra
- Grenada
- Liberia
- Liechtenstein
- Isole Marshall
- Monaco
- Montserrat
- Nauru
- Antille Olandesi
- Niue
- Panama
- Saint Kitts e Nevis
- Saint Lucia
- Saint Vincent e Grenadine
- Samoa
- San Marino
- Turks e Caicos
- Vanuatu

### Lista grigio chiara
- Austria
- Belgio
- Brunei
- Cile
- Guatemala
- Lussemburgo
- Singapore
- Svizzera

 Macao e  Hong Kong, territori cinesi, si sono impegnati nel 2009 a conformarsi agli standard internazionali e, in ragione di ciò, questi due territori non sono più menzionati nella lista grigia.

## Aggiornamento 2012
La lista nera ora è vuota. La lista grigia contiene solo Nauru (paradiso fiscale) e Guatemala (altro centro finanziario). La lista grigio chiara è vuota. Tutte le nazioni precedentemente nella lista grigia e grigio chiara, tranne Nauru e Guatemala, sono nella lista bianca.

## Elenco dei paradisi fiscali nel 2017
Nel dicembre 2017, l'Unione europea ha approvato la nuova lista nera dei paradisi fiscali.

### Lista nera
- Samoa
- Bahrein
- Barbados
- Grenada
- Guam
- Corea del Sud
- Macao
- Isole Marshall
- Mongolia
- Namibia
- Palau
- Panama
- Saint Lucia
- Trinidad e Tobago
- Tunisia
- Emirati Arabi Uniti

### Lista grigia
47 giurisdizioni da definire, tra cui: 
- Svizzera
- Isole Cayman
- Bahamas
- Jersey
- Guernsey

## Elenco dei paradisi fiscali nel 2024
Le liste nera e grigia aggiornate al luglio 2024 sono le seguenti:

### Lista nera
- Iran
- Corea del Nord
- Birmania

### Lista grigia
Al luglio 2024, 21 paesi sono inseriti all'interno della lista grigia:
- Bulgaria
- Burkina Faso
- Camerun
- Croazia
- Haiti
- Filippine
- Kenya
- Mali
- Monaco
- Mozambico
- Namibia
- Nigeria
- Senegal
- Siria
- Sudafrica
- Sudan del Sud
- RD del Congo
- Tanzania
- Venezuela
- Vietnam
- Yemen